# Criminalità in Giamaica
La  criminalità in Giamaica è spesso associata a reati violenti quali l'omicidio ed è un problema sociale complesso che affonda le sue origini nelle condizioni di forte indigenza di una parte della popolazione che trova quindi rifugio nell'associazione in bande criminali e crimini per il sostentamento dei propri fabbisogni.
Kingston, la capitale, è stata spesso associata negli ultimi anni a icona classica di città violenta in preda alla criminalità dilagante. A fronte di una popolazione poco superiore ai 2 milioni di unità, la Giamaica è tradizionalmente una delle nazioni con il più alto tasso di omicidi al mondo secondo i dati annuali delle Nazioni Unite. L'ex primo ministro P.J. Patterson descrisse la preoccupante situazione come «una sfida nazionale di enormi proporzioni senza precedenti». Nel 2005, dopo anni di triste recrudescenza, con 1.674 omicidi si posizionò al primo posto della lista delle nazioni con il più alto numero di uccisioni  per un tasso percentuale di 58 morti ammazzati ogni 100 000 abitanti.
Nel novembre 2008, il parlamento giamaicano votò per il mantenimento della pena capitale, eseguita mediante impiccagione, come deterrente per l'elevato tasso di violenza del Paese.

## Violenza contro gli LGBT
In Giamaica l'omosessualità è illegale ed è reato perseguibile con l'incarcerazione. L'opinione pubblica si considera largamente ostile sia agli LGBT sia alle persone intersessuali, e numerosi attacchi a persone dichiaratamente gay sono riportati annualmente. Diverse personalità dello scenario musicale dancehall e reggae rientranti nella murder music hanno incoraggiato violenze contro gli omosessuali.
In accordo coi dati forniti dal dipartimento di Stato degli Stati Uniti del 2008, in Giamaica esiste un serio problema di omofobia da parte dell'opinione pubblica. Diverse associazioni per i diritti umani concordano nel definire il Paese come il «più omofobico dell'intero pianeta».